# スレイマン・アル＝サルマン
スレイマン・アル＝サルマン（アラビア語: سليمان السلمان、Suleiman al-Salman 、1987年6月27日 - ）は、ヨルダンのサッカー選手。ポジションはDF。ヨルダンリーグのアル・ラムサSCに所属している。

## 経歴
2010年よりヨルダン代表に選ばれており、AFCアジアカップ2011代表である。鉢巻をつけてプレーすることが多い。